# 2,5-二甲氧基苯乙胺
2,5-二甲氧基苯乙胺（2C-H）是一种含氮有机化合物，化学式为C10H15NO2，是2,5-二甲氧基苯乙胺衍生物（2C-x系列化合物）的结构母体，最早由Johannes S. Buck在1932年合成。